# Dominique Vien
Dominique Vien, née le 10 février 1967 à Lévis, est une communicatrice et une femme politique québécoise. Elle est députée de Bellechasse—Les Etchemins—Lévis à la Chambre des communes du Canada sous la bannière du Parti conservateur du Canada depuis l'élection fédérale de septembre 2021.
Elle est, de 2008 à 2018, la députée libérale de Bellechasse à l'Assemblée nationale du Québec et occupe diverses fonctions ministérielles. En juin 2019, elle entre en fonction comme directrice-générale de la Municipalité régionale de comté des Etchemins.

## Biographie
Née le 10 février 1967 à Lévis, Dominique Vien est la fille de Claude Vien et de Pierrette Giroux.
Détentrice d'un baccalauréat en communication publique, Dominique Vien est journaliste à CFIN FM Radio-Bellechasse de même qu'à la radio de Radio-Canada. Elle travaille aussi à Solidarité rurale.
Dominique Vien est élue députée de la circonscription de Bellechasse à l'Assemblée nationale du Québec lors des élections provinciales de 2003 sous la bannière du Parti libéral du Québec. Elle est aussitôt nommée adjointe parlementaire à la ministre de la Culture et des Communications, fonction qui lui a permis de présider un comité qui avait pour but d'étudier la situation des médias communautaires au Québec. Elle est aussi membre de la commission de la culture et de l'aménagement du territoire.
Elle est récipiendaire, en 2005, de la Médaille de l'Assemblée nationale.
Dominique Vien est à nouveau candidate du Parti libéral du Québec lors des élections générales québécoises de 2007. Elle est défaite par le candidat de l'Action démocratique du Québec, Jean Domingue, mais bat ce dernier aux élections suivantes en 2008.
Elle est ministre des Services gouvernementaux dans le gouvernement Jean Charest du 18 décembre 2008 au 11 août 2010.
Du 11 août 2010 au 1er août 2012, elle est ministre déléguée aux Services sociaux.
Elle est réélue aux élections du 4 septembre 2012. Elle siège alors dans l'opposition.
Elle est réélue aux élections du 7 avril 2014. Le 23 avril, elle est nommée ministre du Tourisme et le 28 janvier 2016, elle est nommée ministre responsable du Travail.
Défaite aux élections du 1er octobre 2018, elle est sélectionnée au poste de directrice-générale de la Municipalité régionale de comté des Etchemins pour y entrer en fonction le 10 juin 2019.

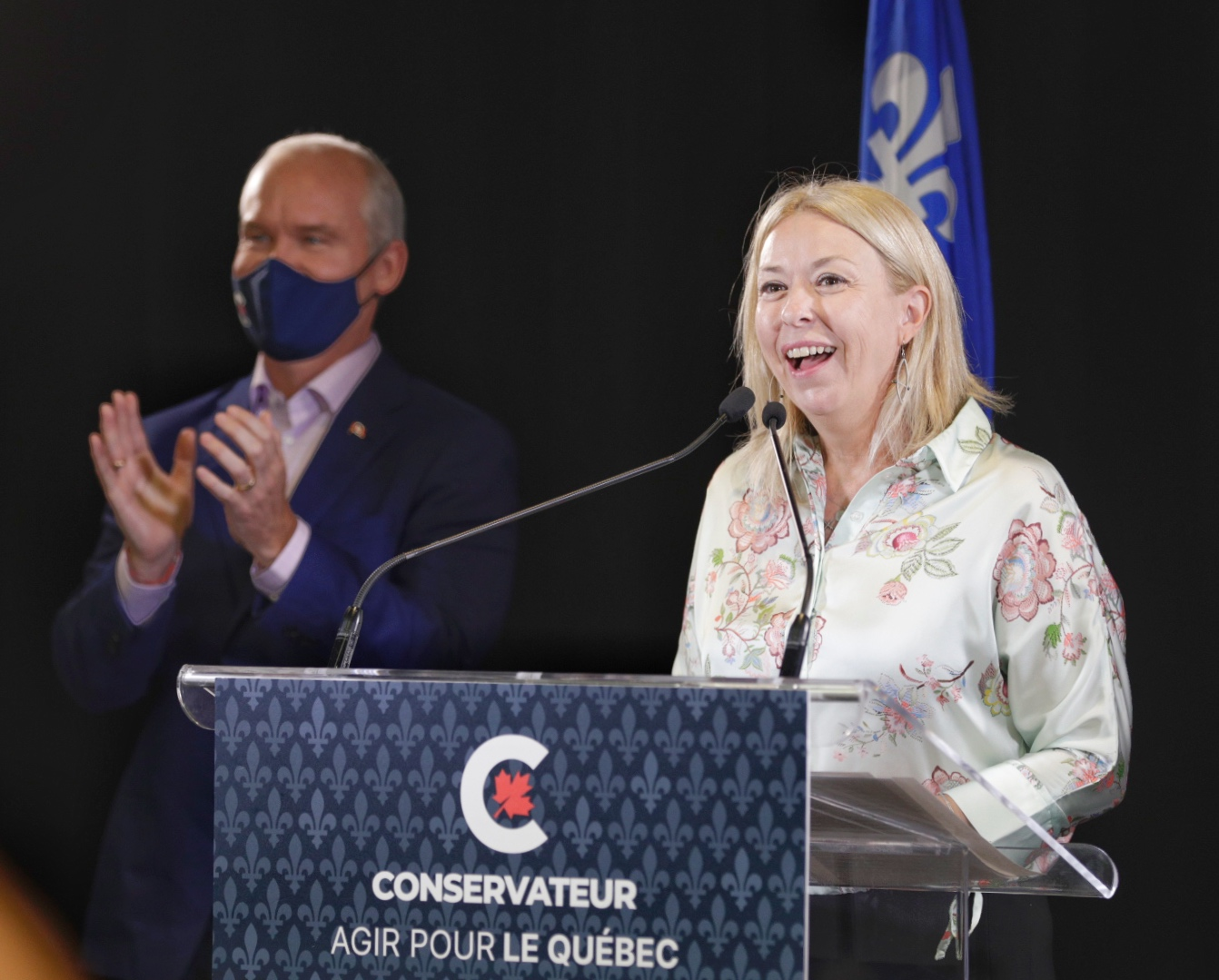
Dominique Vien accompagnée d'Erin O'Toole, chef du Parti conservateur du Canada.

Le 20 septembre 2021, elle est élue députée à la Chambre des communes du Parti conservateur du Canada dans la circonscription de Bellechasse—Les Etchemins—Lévis.
De 2021 à 2025, elle est parte-parole de l'opposition officielle en matières de femmes, égalité des genres et jeunesse.
Lors des élections fédérales de 2025, elle est réélue avec 49,1 % des voix et une majorité de 13 455 voix sur le candidat libéral Glenn O'Farrell.

## Vie privée
Dominique Vien est mère d'un garçon.

## Résultats électoraux

### Provinciaux
|                                                                                               | Nom                       | Parti                | Nombre de voix | %      | Maj.  |
| --------------------------------------------------------------------------------------------- | ------------------------- | -------------------- | -------------- | ------ | ----- |
|                                                                                               | Stéphanie Lachance        | Coalition avenir     | 16 302         | 53,8 % | 8 079 |
|                                                                                               | Dominique Vien (sortante) | Libéral              | 8 223          | 27,2 % | -     |
|                                                                                               | Benoit Comeau             | Québec solidaire     | 2 272          | 7,5 %  | -     |
|                                                                                               | Benoît Béchard            | Parti québécois      | 2 198          | 7,3 %  | -     |
|                                                                                               | Dominique Messner         | Conservateur         | 976            | 3,2 %  | -     |
|                                                                                               | Simon Guay                | Bloc pot             | 200            | 0,7 %  | -     |
|                                                                                               | Sébastien Roy             | Alliance provinciale | 103            | 0,3 %  | -     |
| Total                                                                                         | Total                     | Total                | 30 274         | 100 %  |       |
| Le taux de participation lors de l'élection était de 70,1 % et 535 bulletins ont été rejetés. |                           |                      |                |        |       |

|                                                                                               | Nom                       | Parti            | Nombre de voix | %      | Maj.  |
| --------------------------------------------------------------------------------------------- | ------------------------- | ---------------- | -------------- | ------ | ----- |
|                                                                                               | Dominique Vien (sortante) | Libéral          | 15 843         | 49,3 % | 5 175 |
|                                                                                               | Stéphanie Lachance        | Coalition avenir | 10 668         | 33,2 % | -     |
|                                                                                               | Linda Goupil              | Parti québécois  | 4 283          | 13,3 % | -     |
|                                                                                               | Benoit Comeau             | Québec solidaire | 865            | 2,7 %  | -     |
|                                                                                               | Patrice Aubin             | Conservateur     | 378            | 1,2 %  | -     |
|                                                                                               | Mathilde Lefebvre         | Option nationale | 116            | 0,4 %  | -     |
| Total                                                                                         | Total                     | Total            | 32 153         | 100 %  |       |
| Le taux de participation lors de l'élection était de 75,2 % et 316 bulletins ont été rejetés. |                           |                  |                |        |       |

|                                                                                               | Nom                       | Parti              | Nombre de voix | %      | Maj. |
| --------------------------------------------------------------------------------------------- | ------------------------- | ------------------ | -------------- | ------ | ---- |
|                                                                                               | Dominique Vien (sortante) | Libéral            | 13 119         | 40,7 % | 698  |
|                                                                                               | Christian Lévesque        | Coalition avenir   | 12 421         | 38,5 % | -    |
|                                                                                               | Clément Pouliot           | Parti québécois    | 4 896          | 15,2 % | -    |
|                                                                                               | Benoit Comeau             | Québec solidaire   | 989            | 3,1 %  | -    |
|                                                                                               | Patrice Aubin             | Classe moyenne     | 344            | 1,1 %  | -    |
|                                                                                               | Linda Beaudoin            | Conservateur       | 215            | 0,7 %  | -    |
|                                                                                               | Sébastien Ruel            | Équipe autonomiste | 156            | 0,5 %  | -    |
|                                                                                               | Christine Lavoie          | Unité nationale    | 115            | 0,4 %  | -    |
| Total                                                                                         | Total                     | Total              | 32 255         | 100 %  |      |
| Le taux de participation lors de l'élection était de 76,1 % et 393 bulletins ont été rejetés. |                           |                    |                |        |      |

|                                                                                               | Nom                     | Parti               | Nombre de voix | %      | Maj.  |
| --------------------------------------------------------------------------------------------- | ----------------------- | ------------------- | -------------- | ------ | ----- |
|                                                                                               | Dominique Vien          | Libéral             | 10 530         | 47,7 % | 2 932 |
|                                                                                               | Jean Domingue (sortant) | Action démocratique | 7 598          | 34,4 % | -     |
|                                                                                               | Jerry Beaudoin          | Parti québécois     | 3 450          | 15,6 % | -     |
|                                                                                               | Jean-Nicolas Denis      | Québec solidaire    | 518            | 2,3 %  | -     |
| Total                                                                                         | Total                   | Total               | 22 096         | 100 %  |       |
| Le taux de participation lors de l'élection était de 64,4 % et 289 bulletins ont été rejetés. |                         |                     |                |        |       |

|                                                              | Nom                       | Parti               | Nombre de voix | %      | Maj.  |
| ------------------------------------------------------------ | ------------------------- | ------------------- | -------------- | ------ | ----- |
|                                                              | Jean Domingue             | Action démocratique | 12 715         | 48,5 % | 3 711 |
|                                                              | Dominique Vien (sortante) | Libéral             | 9 004          | 34,4 % | -     |
|                                                              | Sylvain Vallières         | Parti québécois     | 3 521          | 13,4 % | -     |
|                                                              | Ghislain Gaulin           | Vert                | 512            | 2 %    | -     |
|                                                              | Colin Perreault           | Québec solidaire    | 460            | 1,8 %  | -     |
| Total                                                        | Total                     | Total               | 26 212         | 100 %  |       |
| Le taux de participation lors de l'élection était de 76,8 %. |                           |                     |                |        |       |

|                                                              | Nom                       | Parti               | Nombre de voix | %      | Maj.  |
| ------------------------------------------------------------ | ------------------------- | ------------------- | -------------- | ------ | ----- |
|                                                              | Dominique Vien            | Libéral             | 9 658          | 37,6 % | 1 151 |
|                                                              | Serge Carbonneau          | Action démocratique | 8 507          | 33,1 % | -     |
|                                                              | Claude Lachance (sortant) | Parti québécois     | 7 084          | 27,6 % | -     |
|                                                              | Serge Castonguay          | Vert                | 314            | 1,2 %  | -     |
|                                                              | Mario Ouellette           | UFP                 | 134            | 0,5 %  | -     |
| Total                                                        | Total                     | Total               | 25 697         | 100 %  |       |
| Le taux de participation lors de l'élection était de 76,1 %. |                           |                     |                |        |       |